# Buplèvre à longues feuilles
Bupleurum longifolium
Espèce
Classification phylogénétique
Le Buplèvre à longues feuilles (Bupleurum longifolium) est une espèce de plantes à fleurs du genre Bupleurum et de la famille des Apiaceae (apiacées, anciennement ombellifères). C'est une plante herbacée vivace originaire d'Europe.

## Description
C'est une plante haute de 30 à 80 cm aux feuilles perfoliées. Les inflorescences (ombelles) jaunâtres deviennent plus foncées en vieillissant. La floraison a lieu de juin à août.

## Distribution
On trouve l'espèce dans les montagnes d'Europe, de 400 à 2 000 mètres d'altitude. 